# إنفيلد ساوثغيت (دائرة انتخابية في المملكة المتحدة)
انفيلد، ساوثغيت  (بالإنجليزية: Enfield, Southgate)‏ هي إحدى الدوائر الانتخابية في المملكة المتحدة الممثلة في مجلس العموم في برلمان المملكة المتحدة.
عضو البرلمان الذي يمثلها حالياً هو :Mr David Burrowes (Con).